# Poraiti
Poraiti est une banlieue semi-rurale de la cité de Napier, située dans la région de Hawke's Bay dans l’est de l’Île du Nord de la Nouvelle-Zélande.

## Caractéristiques du secteur
La zone est très vulnérable aux feux de forêts.

## Démographie
Le secteur de Poraiti, comprenant les zones statistiques de Poraiti Hills et Poraiti Flat, avait, lors du recensement de 2018 en Nouvelle-Zélande une population de 2,010 résidents, en augmentation de 552 personnes  (soit 37,9 %) depuis le recensement de 2013 et une augmentation de 1 353 personnes (soit 205.9 %) depuis le recensement de 2006 en Nouvelle-Zélande.
Il y avait 750 logements. 
On comptait 981 hommeset 1,032 femmes, donnant un sexe-ratio de 0,95 homme pour une femme, avec 303 personnes (soit 15,1 %) âgées de moins de 15 ans, 261 personnes (soit 13,0 %) âgées de 15 à 29 ans, 945 personnes (47,0 %) âgées de 30 à 64 ans, et 498 personnes (soit 24,8 %) âgées de 65 ans ou plus.
L’ethnicité était de 90,9 % européens/Pākehā, 7,0 % Māori, 1,0 % peuple du Pacifique, 7,2 % d’origine asiatique et 1,2 % d’autres ethnies (le total fait plus de 100 % dans la mesure où les personnes peuvent s’identifier de multiples ethnicités).
La proportion de personnes nées outre-mer était de 18,5 %, comparée avec les 27,1 % au  niveau national.
Bien que certaines personnes objectent à donner leur religion, 48,7 % n’ont aucune religion, 39,6 % étaient chrétiens, 0,3 % étaient hindouiste, 1,5 % étaient bouddhistes et 1,0 % avaient une autre religion.
Parmi ceux d’au moins 15 ans d’âge, 357 personnes (soit 20,9 %) avait un niveau de licence ou un degré supérieur et 288 personnes (16,9 %) personnes n’avaient aucune qualification formelle. 
Le statut d’emploi de ceux de plus de 15 ans était pour 810 personnes (soit 47,5 %) employées à plein temps, 273 personnes (soit 16,0 %) étaient à temps partiel et 33 personnes (soit 1,9 %) étaient sans emploi.
| Nom              | Population | logements | âge médian | revenus médians |
| ---------------- | ---------- | --------- | ---------- | --------------- |
| Poraiti Hills    | 732        | 255       | 48,4 ans   | 35,400 $.       |
| Poraiti Flat     | 1,278      | 495       | 51,8 ans   | 36,700 $.       |
| Nouvelle-Zélande |            |           | 37,4 ans   | 31,800 $        |

## Éducation
- l’école «Hohepa Home School»  est une école pour besoins spéciaux [6] avec un effectif de 33 élèves en  juin 2022[7].